# Projeto Ferro Carajás S11D

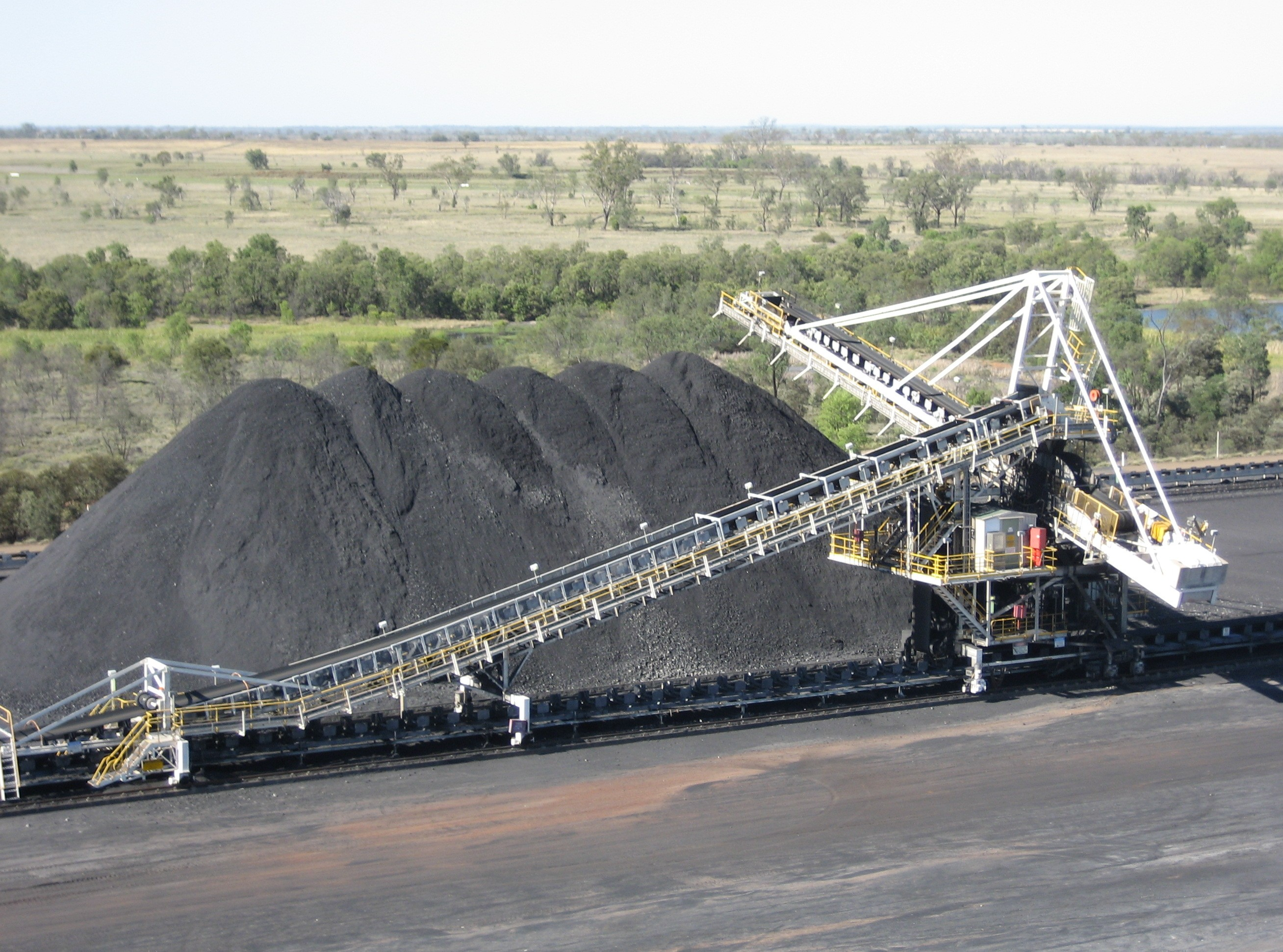
Empilhadeira (stacker).

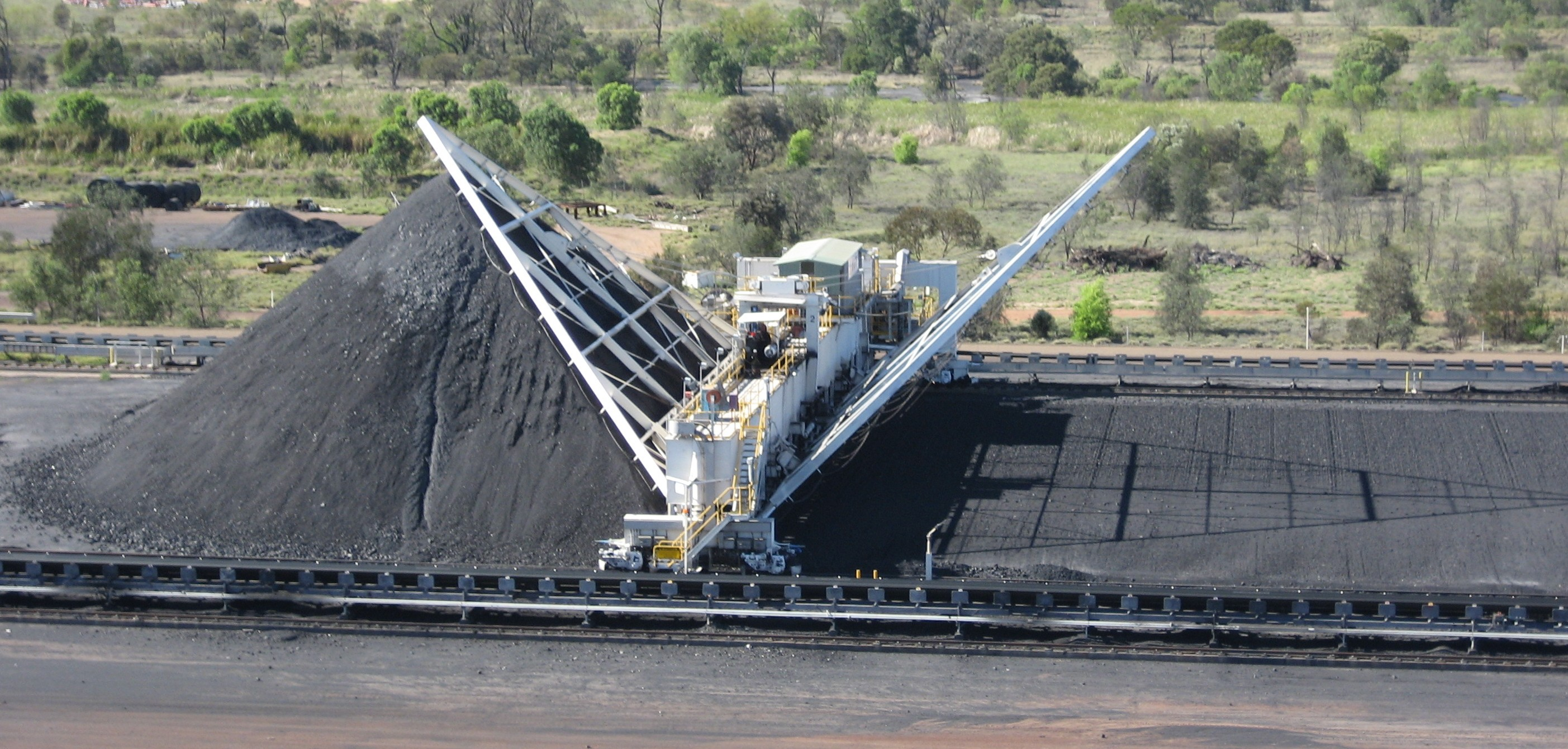
Recuperadora (reclaimer) do tipo ponte em operação num pátio de minério em Queensland.

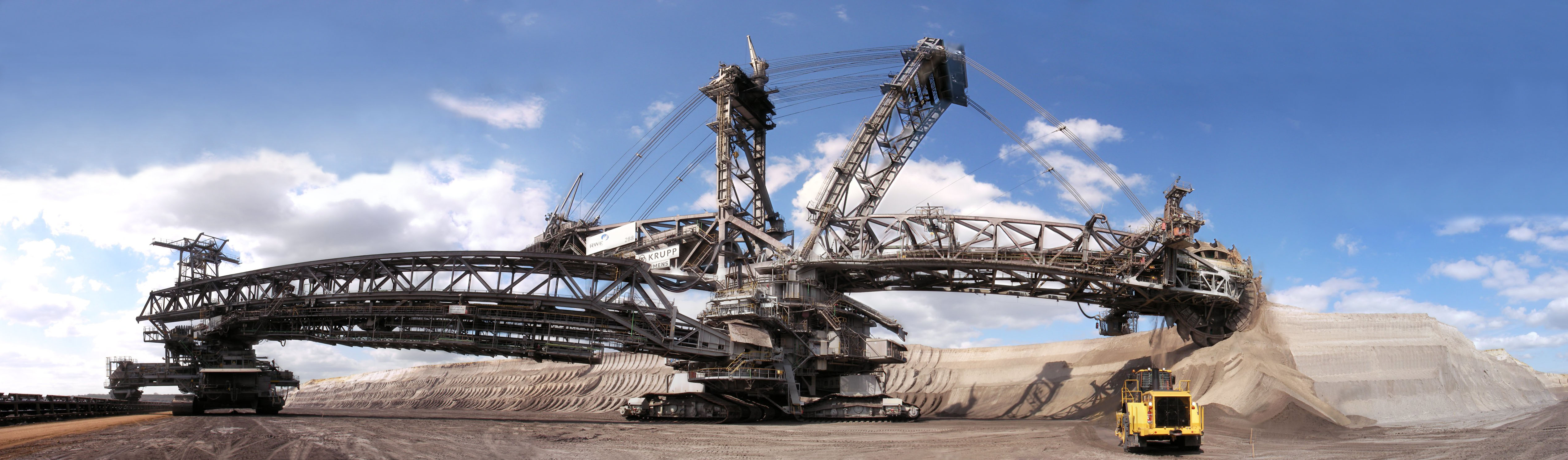
Recuperadora (reclaimer) de roda de caçamba na mina de Garzweiler.

O Projeto Ferro Carajás S11D (antigo Projeto Serra Sul) é um projeto para implantação de um complexo minerário na região da Serra dos Carajás, mais exatamente da subdivisão chamada Serra Sul, para exploração do minério de ferro do bloco D do corpo geológico S11 (S de Sul). As instalações ficarão situadas na área do município de Canaã dos Carajás, no estado brasileiro do Pará; uma parte estará em território da Floresta Nacional de Carajás. Trata-se do maior projeto greenfield de mineração de ferro da história.
As reservas do bloco D são de 4.2 bilhões de toneladas de minério de ferro lavrável, dos 11 bilhões existentes no corpo inteiro, com um teor médio de ferro de 66,7%. A produção prevista é de 90 milhões de toneladas por ano (MTPA). Todo o minério produzido será levado por meio ferroviário ao terminal marítimo de Ponta da Madeira, em São Luís (Maranhão).
O projeto inclui:
1. infraestrutura para exploração da mina
2. usina de beneficiamento (ou planta de processamento)
3. transportador de minério entre mina e usina de 9 km de extensão
4. estação de carregamento de trens (TLO[nota 4])
5. ramal ferroviário de 101 km de extensão até a Estrada de Ferro Carajás, já existente
6. duplicação (504 km) e remodelamento de linhas (226 km) da ferrovia existente

Os estudos de engenharia foram iniciados em 2005. A licença de instalação foi emitida pelo IBAMA em julho de 2013. O início da operação está previsto para o segundo semestre de 2016, com alcance do volume nominal de produção em 2018. O investimento total orçado é de US$ 19,49 bilhões cerca de R$ 40 bilhões, sendo cerca de US$ 8 bilhões destinados às instalações da mina e da usina (itens 1 a 4 da lista acima). Prevê-se que o empreendimento criará 5200 empregos diretos na fase de implantação e 2600 na fase de operação. No momento de pico, a previsão de mobilização é de 30 mil trabalhadores, entre empregados diretos e indiretos, e incluindo os temporários.

## Mina
Os equipamentos para uso na mina estão listados na tabela abaixo.
| Tipo                                      | Quantidade | Tração   |
| ----------------------------------------- | ---------- | -------- |
| Escavadeira (shovel) a cabo               | 4          | elétrica |
| Escavadeira (shovel) hidráulica           | 3          | elétrica |
| Pá carregadeira                           | 1          | elétrica |
| Perfuratriz de grande porte (acima de 6") | 9          | elétrica |
| Perfuratriz de médio porte (até 6")       | 3          | elétrica |
| Trator de esteira                         | 14         | diesel   |
| Trator de pneus                           | 3          | diesel   |
| Motoniveladora                            | 4          | diesel   |
| Britador híbrido móvel                    | 4          | elétrica |
| Britador de mandíbula (jaw crusher) móvel | 3          | elétrica |
| Correia transportadora móvel (belt wagon) | 4          | elétrica |
| Empilhadeira (spreader)                   | 2          | elétrica |

## Usina
Os equipamentos para uso na usina de beneficiamento estão listados na tabela abaixo.
| Tipo                                        | Quantidade | Área                            |
| ------------------------------------------- | ---------- | ------------------------------- |
| Peneira tipo banana                         | 6          | Peneiramento Primário           |
| Britador cônico                             | 6          | Britagem Secundária             |
| Peneira Modular                             | 30         | Britagem secundária e terciária |
| Empilhadeira (stacker) de lanças fixas      | 3          | Pátio intermediário             |
| Recuperadora (reclaimer) tipo ponte         | 3          | Pátio intermediário             |
| Britador cônico                             | 12         | Britagem Terciária              |
| Empilhadeira (stacker) de lança giratória   | 4          | Pátio de Produto                |
| Recuperadora (reclaimer) de roda de caçamba | 4          | Pátio de Produto                |

## Fatos básicos
O minério será beneficiado em sua umidade natural,. Com isso, haverá uma economia de 93% no consumo de água, o índice de reutilização de água chegará a 86% e não será necessária a construção de barragem de rejeitos. A expectativa de aproveitamento do material alimentado é de 100%.
Será empregado o conceito de mina sem caminhões (truckless mining): em lugar de caminhões especiais, serão usadas correias para transportar o minério da mina para a usina de beneficiamento.
O projeto visa reduzir o consumo de combustível em 77%, o de eletricidade em 18 mil MWh e a emissão de gases de efeito estufa em 50%, ou 118 mil toneladas por ano (medida em dióxido de carbono equivalente).
Outra inovação será a execução de grande parte dos prédios em estrutura metálica, o que resulta em menor uso de concreto e possibilita a pré-montagem em módulos em um canteiro localizado a 45 km de distância. Serão ao todo 109 módulos, com peso de até 1300 t e dimensões máximas 52,5 x 18,2 x 24,1 m.